# マーシー (AH-8)
マーシー (USS Mercy, AH-8) は、アメリカ海軍の病院船。コンフォート級病院船の1隻。その名を持つ艦としては2隻目。

## 艦歴
マーシーは海事委任契約（船体番号1032）の下1943年2月4日にカリフォルニア州ウィルミントンのコンソリデーテッド・スチール社で起工した。1943年3月25日に海軍に移管され、同日ドリス・M・ヤッター中尉（1941年にグアムで捕虜となっていた）によって命名、進水した。その後カリフォルニア州サンペドロのロサンゼルス・シップビルディング・アンド・ドライドック社で病院船に転換、1944年8月7日に艦長トーマス・A・エスリング大佐の指揮下就役した。
8月17日からの整調の後、マーシーは陸軍の第214病院船班スタッフを乗艦させ、第5艦隊および第7艦隊と共に活動するよう命じられた。8月31日に南太平洋に向けてサンペドロを出航し、真珠湾およびエニウェトク環礁を訪問した後10月14日にニューギニア島のホーランジアに到着した。5日後、10月20日のレイテ島上陸に備えてフィリピンに向けて出航し、10月25日の朝にレイテ湾に到着、レイテ沖海戦の支援を行った。
マーシーは同日遅くサンペドロ湾へ移動し、約400名の負傷兵を乗艦させ始めた。その多くは上陸用舟艇からの上陸部隊であった。10月26日にアドミラルティ諸島に向けて出航、パラオ、カロリン諸島を経由してマヌス島に到着、負傷兵を基地の病院に入院させた。続く5ヶ月間にわたってマーシーはレイテ島、マヌス島またはホーランジアからの7度の巡航を完了した。マーシーはまた1945年初めにニューギニア島から第3野戦病院をフィリピンのタクロバンへ搬送した。
3月19日、マーシーはウルシー環礁で第5艦隊に加わり、4月1日に上陸を始めた沖縄戦の支援に参加した。沖縄には4月19日の朝に僚艦のソレース (USS Solace, AH-5) と共に到着、Hagushi beach に4日間停泊し、空襲および特攻機の攻撃の脅威にもかかわらず負傷兵を手当てした。4月23日にサイパンに向けて出航し、その後沖縄への2度の航海を行い、5月24日にサイパンに帰還した。
その後レイテ島およびマニラからビアク島へ負傷兵の搬送を2度行い、6月23日にマニラに帰還、2ヶ月間のステーション任務に従事した。8月19日、韓国占領軍に命じられた第227野戦病院を乗艦させ、3日後韓国に向けて出航、沖縄を経由して9月9日に仁川に到着した。
10月19日、マーシーは出航しマニラを経由して11月14日にサンペドロに到着した。1946年2月4日に中央太平洋に向けて出航し、2月12日に真珠湾に到着、4月2日まで任務に従事した後カリフォルニアに帰還した。
マーシーは5月17日にサンフランシスコで退役し、同日陸軍省へ送られた。6月20日に陸軍へ移管され、再び病院船として使用された。1946年9月25日にマーシーは除籍された。
マーシーは第二次世界大戦の戦功で2個の従軍星章を受章した。